# Bílá Třemešná
Bílá Třemešná település Csehországban, Trutnovi járásban. Bílá Třemešná Třebihošť, Dolní Brusnice, Dvůr Králové nad Labem és Nemojov településekkel határos. Lakosainak száma 1359 fő (2024. január 1.).

## Népesség
A település lakosságának változását az alábbi diagram mutatja:
| Lakosok száma | 1709 | 1682 | 1772 | 1510 | 1342 | 1299 | 1336 | 1347 | 1350 | 1359 |
|               | 1869 | 1890 | 1921 | 1950 | 1980 | 2001 | 2017 | 2019 | 2022 | 2024 |